# Carla Blanca Lasheras
Carla Blanca Lasheras (...) è una giocatrice di football americano spagnola, che gioca come runningback per le Oulu Northern Lights.
In precedenza ha giocato per le Barcelona Búfals, per le Málaga Corsairs e per le Valkirias Quito.